# Криворожский аэроклуб

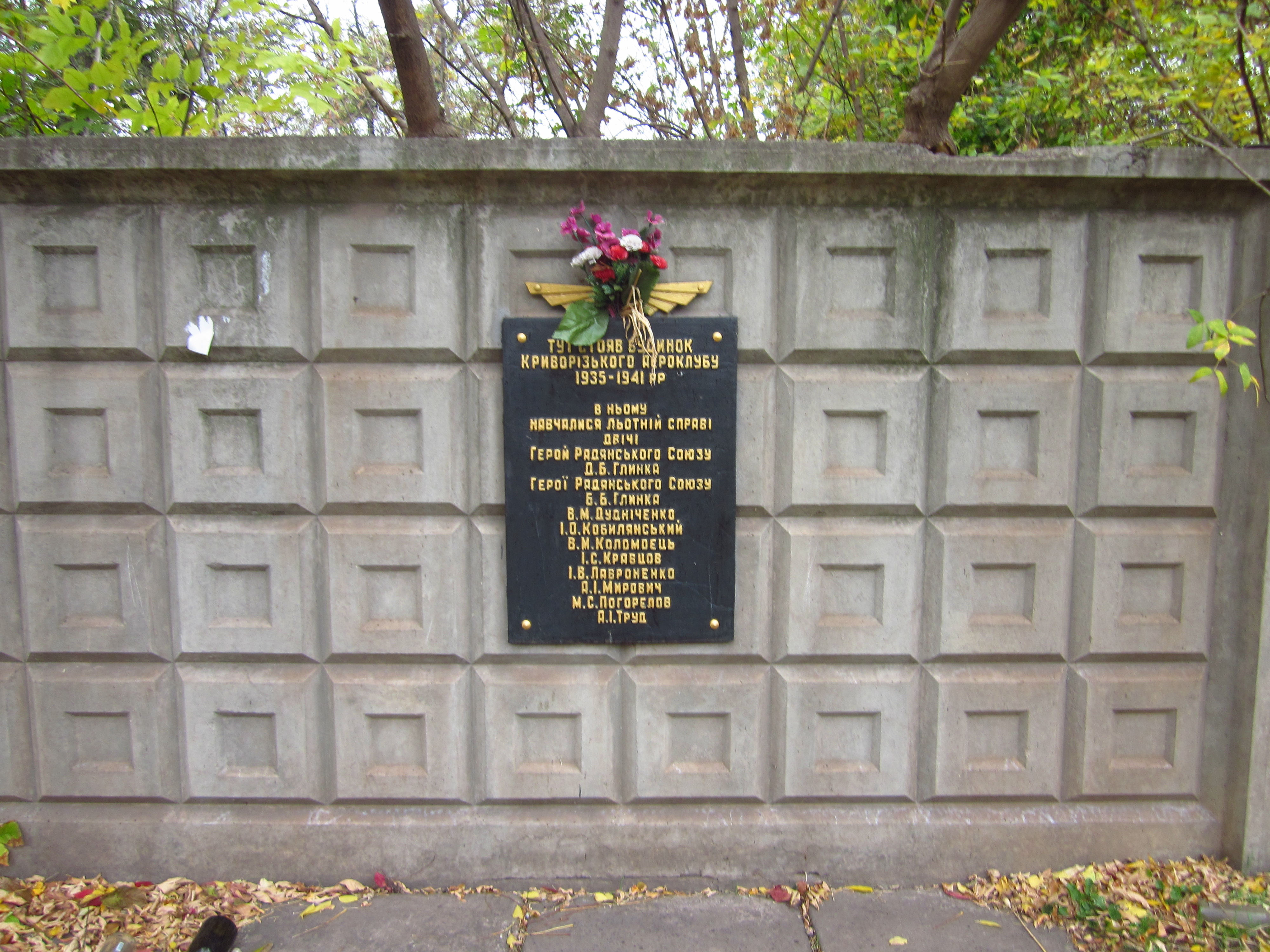
Памятная плита Криворожского аэроклуба

Криворожский аэроклуб — лётная школа по подготовке младших пилотов, планеристов, младших техников и парашютистов в городе Кривой Рог в 1934—1941 годах.

## История
Предшественником аэроклуба был авиаклуб при Авиахиме, который в 1927 году построил авиетку. В июне 1928 года окружной совет Осоавиахима приобрёл 2-местный самолёт «Анрио», на базе которого проводились 5-месячные курсы подготовки для поступления в военно-воздушное училище. Занятия начинались 1 сентября. Одним из первых городских лётчиков стал Прокопенко Григорий Иванович, погибший 24 ноября 1930 года во время демонстрационного полёта.
Весной 1931 года на руднике имени Ф. Э. Дзержинского и Октябрьском руднике начались 5-месячные курсы подготовки мотористов гражданской авиации.
13 июля 1931 года Криворожский городской совет принял решение об открытии лётной школы, но из-за острой нехватки помещений школа была временно размещена в селе Широкое.
С 1932 года действовала парашютная вышка возле шахты «Коммунар».
В начале января 1935 года состоялся первый набор из 30 учлётов. Зачисление проходило при наличии направления от Криворожского горкома комсомола, занятия проходили без отрыва от производства. Материальная база состояла из трёх самолётов У-2. Выпуска в 1935 году не было.
1 апреля 1936 года окончили обучение первые 10 пилотов, получившие направления в военно-воздушные училища. 1 мая состоялись первые парашютные прыжки. В июне образован филиал — планерная школа на руднике имени 1-го Мая, где обучалось 15 человек.
18 августа 1936 года состоялся выпуск 12 курсантов. В октябре проведён набор 25 человек. В декабре выпустилось 22 курсанта. За 1936 год материальная часть увеличилась на один самолёт, 5 планеров, 3 запасных авиамотора. Открыты филиалы — планерные школы на Долгинцево и руднике «Красная Гвардия». Из 44 выпускников 12 получили звание лётчик-инструктор.
В 1937 году подготовлено 180 планеристов, 72 пилота запаса, 12 инструкторов, 50 старших мотористов, 100 мотористов 2-й степени, 250 авиамоделистов.
В мае 1938 года открыт филиал при школе ФЗУ рудника имени М. В. Фрунзе. 26 августа произошло крушение самолёта. В ноябре 1938 года Криворожский городской совет принял решение о выделении аэроклубу финансовой помощи.
С конца 1939 года курсантами могли стать учащиеся 9-х классов.
В 1941 году обучение прекращено.

## Характеристика
Располагался в здании бывшей Хоральной синагоги. Имел в распоряжении аэродром возле совхоза «Красный Шахтёр».
За время существования выпустил более 500 курсантов, среди которых 10 Героев Советского Союза:
- Глинка, Дмитрий Борисович;
- Глинка, Борис Борисович;
- Дудниченко, Виктор Маркович;
- Кобылянский, Иван Александрович;
- Коломоец, Василий Николаевич;
- Кравцов, Иван Савельевич;
- Лавроненко, Иван Васильевич;
- Мирович, Анатолий Иванович;
- Погорелов, Михаил Савельевич;
- Труд, Андрей Иванович.

## Память
- Памятная доска на месте аэроклуба[3].